# Johan Thomas Skovgaard
Johan Thomas Skovgaard (født 29. august 1888, død 25. oktober 1977) var en dansk maler, som især udførte kirkeudsmykninger og bogillustrationer. 
Johan Thomas Skovgaard var søn af billedkunstneren Joakim Skovgaard og hustru Agnete Lange (1861–1924). Hans søskende var væveren Georgia Skovgaard og ornitologen Peter Skovgaard.
Efter uddannelse som gartner 1904-07 fik han tegneundervisning på Teknisk skole i København hos Holger Grønvold 1907-08. Fra 1908-11 gik han på Kunstakademiet i København hos Viggo Johansen og fik vejledning af Poul Christensen. I 1911 var han medhjælper hos farbroderen Niels Skovgaard på Høve Frimenighedskirke og blev siden medhjælper hos faderen på Viborg Domkirke fra 1912, i 1919 på Hvirring Kirke og på Lund Domkirke 1924 og 1927. Johan Thomas Skovgaard har udført talrige kirkeudsmykninger samt oliemalerier, tegninger, raderinger og bogillustrationer. Han var påvirket af faderen men danner samtidig overgang til en halvabstrakt naturalisme. Ud over figurkompositioner er hans motivkreds landskaber og dyr, specielt fugle.
Johan Thomas Skovgaard er begravet ved Dagsås Kirke (sv) i Halland.

## Kirkeudsmykninger
- Bejsnap Kirke altertavle (1914);
- Svogerslev Kirke altertavle (1918);
- Vanløse Kirke glasmalerier (1919);
- Mygind Kirke altertavle (1920);
- Ålborg Hospitalskirke altertavle. (1924);
- Linnerup Kirke freskomalerier (1924);
- Blære Kirke altertavle (1925);
- Vojens Kirke glasmalerier (1925);
- Jelling Kirke freskomalerier (1926);
- Messiaskirken glasmalerier (1926, 1956);
- Egens Kirke altertavle (1928);
- Ørding Kirke freskomalerier (1929);
- De døves Kirke alterfresko 1929;
- Nørre Bjert Kirke altertavle (ca. 1930) glasmalerier (1935);
- Tårnby Kirke freskomalerier efter udkast af Joakim Skovgaard (ca. 1930);
- Durup Kirke altertavle (1931);
- Brøns Kirke glasmalerier (1931);
- Snejbjerg Kirke altertavle (1933);
- Genner Kirke glasmalerier (ca. 1935);
- Sønder Dråby Kirke maleri 1935;
- Nykøbing Sankt Clemens Kirke fresko 1936;
- Stokkemarke Kirke glasmalerier (1937);
- Butterup Kirke altertavle (1938);
- Kirke Skensved Kirke glasmalerier (1939);
- Ørum Kirke (Bjerre Herred) relieffer i alterbord 1940;
- Gershøj Kirke glasmalerier (1941);
- Kirke Helsinge Kirke glasmalerier (1942);
- Vedbæk Kirke glasmalerier (1946);
- Pjedsted Kirke glasmalerier (ca. 1946);
- Vester Tostrup Kirke altertavle (1947);
- Gjerlev Kirke altertavle (1949);
- Jegerup Kirke altertavle (1949);
- Dåstrup Kirke glasmalerier (1949);
- Fiskbæk Kirke altertavle (1950);
- Hobro Kirke alter 1952 efter tegninger af Joakim Skovgaard;
- Skanderup Valgmenighedskirke glasmalerier (1958);
- Kregme Kirke glasmalerier (1950-61);
- Sir Kirke altertavle 1959;
- Dybbøl Kirke galvlmalerier på stoleværk 1959;
- Odense Valgmenighedskirke glasmalerier. (1963).
- Immanuelskirken relief; Øster Velling Kirke krucifiksgruppe;
- Hvirring Kirke alterudsmykning